# Adénosine 3',5'-bisphosphate
L’adénosine 3',5'-bisphosphate, parfois appelée 3'-phosphoadénosine 5'-phosphate, est un nucléotide phosphorylé à la fois sur les atomes de carbone 3' et 5' du résidu ribose, à la différence de l'adénosine diphosphate (ADP) qui possède un groupement pyrophosphate sur le seul carbone 5' du résidu ribose.
L'adénosine 3',5'-bisphosphate est produite par des sulfotransférases par transfert du groupe sulfate de la 3'-phosphoadénosine 5'-phosphosulfate (PAPS), :
substrat + 3'-phosphoadénosine 5'-phosphosulfate → substrat sulfaté + adénosine 3',5'-bisphosphate.
Elle est ensuite hydrolysée en AMP par la 3'(2'),5'-bisphosphate nucléotidase, (EC 3.1.3.7) :
adénosine 3',5'-bisphosphate + H2O → AMP + Pi.